# أندي مارتن (سياسي)
أندي مارتن (بالإنجليزية: Andy Martin) هو صحفي وسياسي أمريكي، ولد في 1945 بميدلتاون في الولايات المتحدة. حزبياً، نشط في الحزب الجمهوري والحزب الديمقراطي.

## وصلات خارجية
- الموقع الرسمي